# Твёройри
Твёройри (фар. Tvøroyri, [ˈtvøːɹɔiɹɪ]; дат. Tværå) — город, расположенный на острове Сувурой, одном из островов Фарерского архипелага. Находится в составе коммуны Твёройри. Население — 872 человека (2022).

## География
Город расположен в живописном месте на северной стороне залива Тронджисвогсфьорур на восточном побережье острова Сувурой.

## История
В 1836 году в Твёройри было открыто первое отделение датской королевской торговой монополии. Склады, помещения для персонала и размещения гостей были построены на земле к востоку, принадлежавшей фермерской общине Фроба. В то время Фроба и старые поселения Тронджисвогур и Эреавуйк составляли приходской округ Фроба, сегодня известный как коммуна Твёройри.
За двадцать лет своего существования филиал мало способствовал развитию района, поэтому в 1856 году отмена королевской торговой монополии дала долгожданный толчок предпринимательству и свободной торговле. Датский купец Томас Фредерик Томсен (дат. Thomas Frederik Thomsen) занял здания монополии, а Йохан Мортенсен из соседней деревни Эреавуйк в 1858 году открыл ещё одно предприятие.
В 1856 году приходская церковь была перенесена со старого места во Фробе в Твёройри, а единственный врач на Сувурое построил в городе свою резиденцию. Вскоре после этого в Твёройри переехал окружной шериф, который с 1854 года жил в Хайарнеаре (фар. Heiðarnar), недалеко от Тронджисвогура. Твёройри вскоре стал административным и культурным центром общины со своими больницей, церковью, гимназией, клубом и гостиницей. Несмотря на это, гавань и пирс были построены лишь в 1924 году.
В 1938 году на Дрельнесе при поддержке французского капитала был построен склад соли, который в 1963 году перешёл в собственность фарерской компании. Стапель, верфь, машиностроительные предприятия, мелкие торговые и сервисные компании внесли свой вклад в экономику города.
Особенно отличились три компании: T.F. Thomsen, J. Mortensen, и N.J. Mortensen (ответвление материнской компании, существующее с 1911 года). Они были очень важны для Твёройри и Фарерских островов благодаря своей обширной сети филиалов. Раннее господствующее положение компаний привело к горизонтальной интеграции, поскольку они взяли на себя местные прибрежные перевозки, которые были важны для их бизнеса. Компания J. Mortensen основала первую линию прибрежного судоходства, и даже владела судном для ведения внешней торговли.
Первая эпоха промышленного рыболовства пришлась на период с 1850 по 1880 год, когда местные рыболовецкие хозяйства вели промысел в прибрежных водах шельфа Фарерских островов. Рыбаки владели своими средствами производства. Во вторую эпоху произошёл переход на океанические палубные рыболовные суда. Это потребовало больших капиталовложений, но местные купцы, не беспокоясь, пошли вперёд, и к 1900 году 30 % фарерского рыболовного флота базировалось в Твёройри. В течение многих лет он оставался самым важным рыболовецким портом на Фарерских островах. Постоянные экономические кризисы 1920-х годов увенчались Великой депрессией 1929 года, а 1930-е годы были ознаменованы стагнацией и банкротством. Если в XIX веке большая часть Фарерских островов оставалась крестьянским обществом, то новое коммерческое рыболовство и умелое предпринимательство привели к формированию на Сувурое небольшой, но влиятельной городской буржуазии. Она состояла из нескольких успешных деловых семей, чьи интересы простирались за пределы островов, а образ жизни больше напоминал современные буржуазные общества Скандинавии.
На промыслах, использующих шмаки, вылавливалось огромное количество тресковых. Существовал высокий спрос на сезонную рабочую силу, который в значительной степени удовлетворялся за счёт найма рыбаков со всех островов. Им были предоставлены собственные помещения рядом с гаванью. В этом суматошном социальном котле рыбаки встречались с рыбачками, а многочисленные молодожёны устраивали свои дома в городе. Местное население росло очень быстро, особенно после 1900 года. Киркволл был районом, где был сосредоточен рабочий класс. Условия и обстоятельства, влиявшие на их жизнь, зажгли искру общественного сознания, которая привела к сильному рабочему движению в Твёройри. В 1911 году фарерские рыбаки создали профсоюз. Всего четыре года спустя, в 1915 году, рабочие поселения создали свою собственную ассоциацию. Рыбаки последовали за ней в 1922 году. Фарерская социал-демократическая партия, созданная в 1925 году, получила сильную поддержку в городе, и через год социал-демократ был избран в городской совет. В 1928 году местный социал-демократ из Твёройри был избран в лёгтинг. С тех пор город является оплотом социал-демократической партии.
В 1929 году рабочее движение в Твёройри выступило с инициативой создания субсидируемой компании Ísvirkið. Целью компании было производство и экспорт замороженной рыбы в качестве альтернативы традиционному методу холодной сушки. Были приобретены новые грузовые и рыболовные суда, но череда неудачных обстоятельств в 1931 году привела компанию к банкротству. J. Mortensen обанкротилась во время Великой депрессии. В 1936 году акции J. Mortensen купила поддерживаемая профсоюзом компания Arbejdernes Trawlerdrift (AT), которая позже также потерпела крах во время послевоенного кризиса.
Две другие компании, T.F. Thomsen и N.J. Mortensen, пережили кризис 1930-х годов, а также рецессию 1960-х годов. Более того, N.J. Mortensen основал первую рыборазделочную фабрику, которая функционировала до тех пор, пока в 1975 году для переработки рыбы не была создана компания Tvøroyrar Flakavirki. Последняя была создана консорциумом. В состав акционеров входили местный профсоюз, муниципалитет и частные лица. Аналогичный консорциум поддерживал строительство линейных кораблей и траулеров, которые были одними из самых успешных рыболовных судов на Фарерских островах. Очень сильный экономический спад, начавшийся в конце 1980-х годов, привёл к реорганизации компании Tvøroyrar Flakavirki в 1993 году, в результате чего она вошла в состав национализированной компании Føroya Fiskavirking.

## Известные уроженцы
- Йоуаннес Айдесгорд — премьер-министр Фарерских островов.
- Оли Йоханнесен — футболист сборной Фарерских островов.
- Пёль Арни Хольм — вокалист фарерской рок-группы Týr.